# Waynesville (Missouri)
Waynesville és una població dels Estats Units a l'estat de Missouri. Segons el cens del 2000 tenia 3.507 habitants.

## Demografia
Segons el cens del 2000, Waynesville tenia 3.507 habitants, 1.428 habitatges, i 922 famílies. La densitat de població era de 217,3 habitants per km².
Dels 1.428 habitatges en un 32,5% hi vivien nens de menys de 18 anys, en un 49,6% hi vivien parelles casades, en un 11,6% dones solteres, i en un 35,4% no eren unitats familiars. En el 31,3% dels habitatges hi vivien persones soles el 10,5% de les quals corresponia a persones de 65 anys o més que vivien soles. El nombre mitjà de persones vivint en cada habitatge era de 2,34 i el nombre mitjà de persones que vivien en cada família era de 2,93.
Per edats la població es repartia de la següent manera: un 27,3% tenia menys de 18 anys, un 6,4% entre 18 i 24, un 29,3% entre 25 i 44, un 23,4% de 45 a 60 i un 13,6% 65 anys o més.
L'edat mediana era de 38 anys. Per cada 100 dones de 18 o més anys hi havia 86 homes.
La renda mediana per habitatge era de 41.250 $ i la renda mediana per família de 46.205 $. Els homes tenien una renda mediana de 31.435 $ mentre que les dones 23.640 $. La renda per capita de la població era de 19.117 $. Entorn del 9,5% de les famílies i l'11,3% de la població estaven per davall del llindar de pobresa.

## Poblacions properes
El següent diagrama mostra les poblacions més properes.

## Personatges il·lustres
- Mary Jo Bang, poeta i sociòloga nascuda a la localitat.